# Hypoleria garleppi
Hypoleria garleppi is een vlinder uit de familie Nymphalidae. De wetenschappelijke naam van de soort is voor het eerst geldig gepubliceerd in 1905 door Richard Haensch.